# Aeonium gomerense

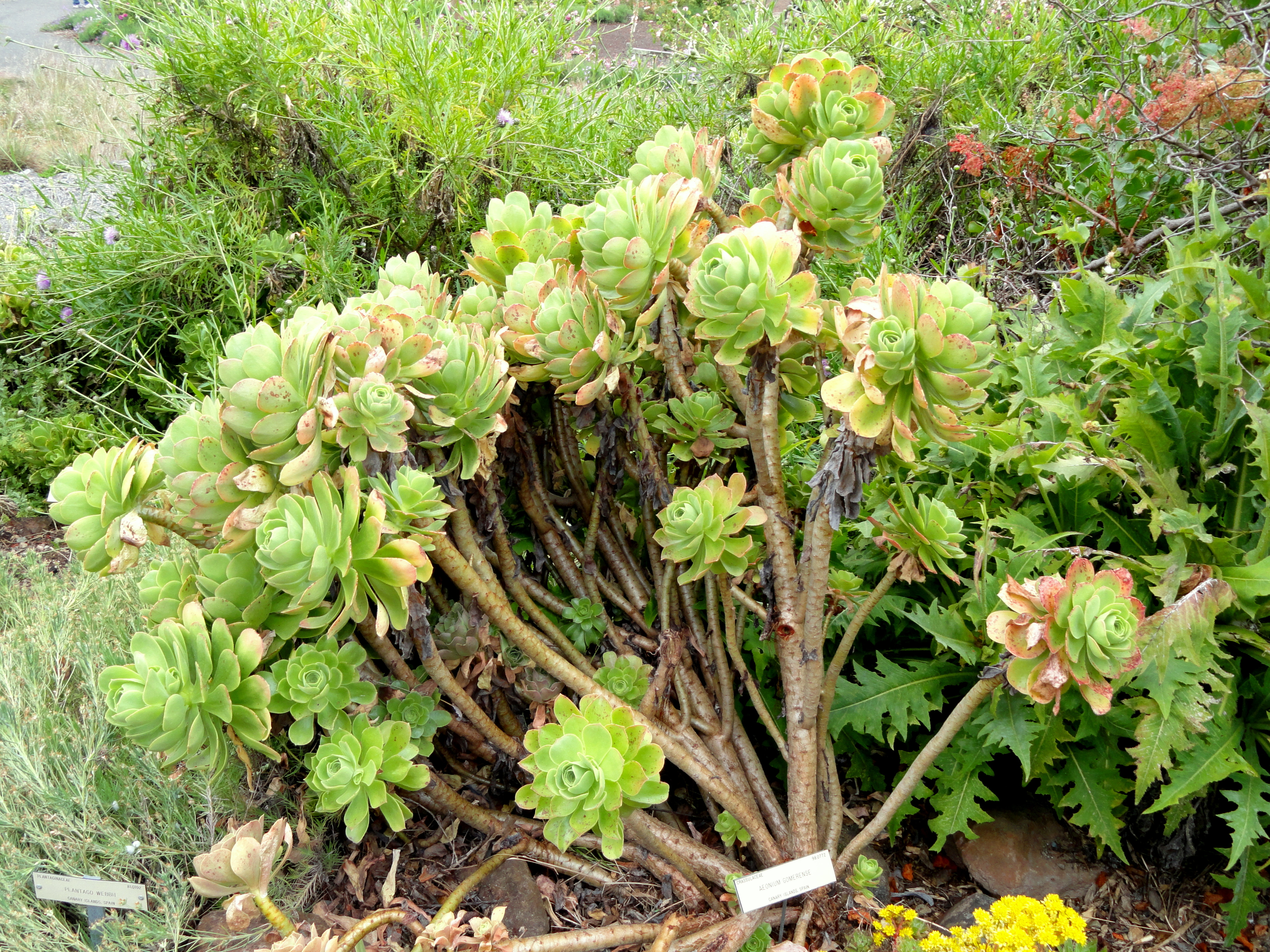
Aeonium gomerense

Aeonium gomerense és una espècie de planta suculenta del gènere Aeonium, de la família de les Crassulaceae.

## Descripció
És una arbust perenne, ramificat, laxe, de fins a 2 m d'alçada.
Les branques són ascendents o pendents, de 3 a 15 mm de diàmetre, glabres, reticulades, amb rosetes apicals.
Les rosetes són de 10 a 28 cm de diàmetre, més aviat planes.
Les fulles són de 5 a 14 cm de llarg, de 2,5 a 4 cm d'ample, i de 3 a 7 mm de gruix, obovades a oblanceolades, apicalment acuminades, basalment cuneades, glabres, lleugerament glauques, marge amb cilis rectes (de 0,5 a 1 mm), de color verd, sovint variegades de vermellós al llarg del marge.
Les inflorescències són més o menys ovoides, de 15 a 40 cm d'ample i de 10 a 30 cm d'alt, peduncle de 10 a 20 cm, pedicels de 2 a 6 mm, glabres.
Les flors són de 7 a 9 parts; sèpals glabres; pètals de 8 a 10 mm de llarg i d'1,5 a 2 mm d'ample, lanceolats, acuminats, blanquinosos, al revers variegats verdosos; filaments glabres.

## Distribució
Planta endèmica de l'illa de La Gomera, a les Canàries, amb 4 poblacions ubicades al centre-oriental del cim de l'illa, entre les valls d'Hermigua i San Sebastián. Creix en vessants i penya-segats orientats preferentment a nord, habita en comunitats rupícoles en el si de la laurisilva, de 500 a 1100 m d'altitud.

## Taxonomia
Aeonium gomerense (Praeger) Praeger va ser descrita per Robert Lloyd Praeger i publicada a Proc. Roy. Irish Acad. xxxviii. Sect. B, 473 (1929).

En castellà rep el nom vernacle de bejeque gomero.